# Guy Wilks

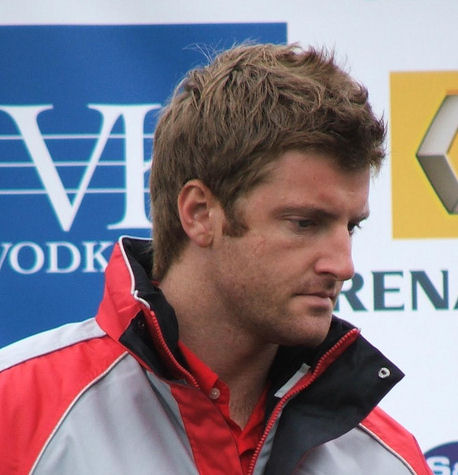
Guy Wilks

Guy Wilks (Darlington, 1981. január 22. –) brit autóversenyző, a brit ralibajnokság kétszeres győztese. Jelenleg a Škoda UK csapat pilótája az interkontinentális ralibajnokságon.

## Pályafutása

### Rali-világbajnokság
A 2002-es svéd ralin debütált a rali-világbajnokság mezőnyében. 2003-ban egy Ford Pumával indult a világbajnokság hét futamán. Ezt az évet két dobogós- és több pontszerző helyezéssel a hetedik helyen zárta a juniorok versenyében. 2004 és 2006 között továbbra is a junior világbajnokságban volt érdekelt. Ez idő alatt öt győzelmet szerzett és 2005-ben, Dani Sordo mögött a második helyen zárta a szezont. 2007-ben már wrc-vel vett részt több versenyen is. Írországban hatodikként ért célba, megszerezve első abszolút világbajnoki pontjait.

### Interkontinentális ralibajnokság
2009-ben a debütáló Proton gyár versenyzője lett az interkontinentális ralibajnokságon. A Prtonnal nem ért el kimagasló eredményeket, majd a szezon utolsó versenyén már egy Skoda Fabia S2000-esel indult. Ezen a versenyen Wilks honfitársa, Kris Meeke mögött a második helyen ért célba, ám Meeke utólagos kizárását követően az első helyre lépett elő, megszerezve első győzelmét a sorozatban.
2010-ben a Skoda UK csapatával vesz részt a bajnokság versenyein.

## Eredményei

### Interkontinentális ralibajnokság
Eredménylista
| Év   | Csapat                    | Autó              | 1     | 2   | 3     | 4     | 5      | 6     | 7      | 8      | 9      | 10     | 11    | 12  | Helyezés | Pont |
| ---- | ------------------------- | ----------------- | ----- | --- | ----- | ----- | ------ | ----- | ------ | ------ | ------ | ------ | ----- | --- | -------- | ---- |
| 2009 | Mellors Elliot Motorsport | Proton Satria Neo | MON   | BRA | KEN   | POR   | BEL Ki | RUS 5 | POR 11 | CZE Ki | ESP 22 | ITA 13 |       |     | 7.       | 15   |
| 2009 | Philip Pugh               | Škoda Fabia S2000 |       |     |       |       |        |       |        |        |        |        | SCO 1 |     | 7.       | 15   |
| 2010 | Skoda UK                  | Škoda Fabia S2000 | MON 6 | BRA | ARG 2 | CAN 3 | ITA Ki | BEL   | AZO    | MAD    | CZE    | ITA    | SCO   | CYP | 6.       | 3    |

Győzelmek
| #  | Dátum                | Rali      | Navigátor | Autó              | Összefoglaló |
| -- | -------------------- | --------- | --------- | ----------------- | ------------ |
| 1. | 2009. november 19-21 | Skót rali | Phil Pugh | Škoda Fabia S2000 | Összefoglaló |

Statisztika
| Év       | Helyezés | Versenyek/ célbaérés | Pontok | Győzelmek | Dobogók | Szakasz győzelmek |
| -------- | -------- | -------------------- | ------ | --------- | ------- | ----------------- |
| 2008     |          | 1/0                  | 0      | 0         | 0       | 0                 |
| 2009     | 7.       | 7/5                  | 15     | 1         | 1       | 5                 |
| 2010     | 6.       | 1/1                  | 3      | -         | -       | -                 |
| Összesen |          | 9/6                  | 18     | 1         | 1       | 5                 |

## Külső hivatkozások
- Guy Wilks hivatalos honlapja
- Profilja az ewrc.cz honlapon